# Guillén de Monteverde (obispo)
Guillén I de Monteverde fue obispo de Oviedo desde el año 1388 hasta 1412 y era de nacionalidad francesa. Previamente fue maestro del antipapa Clemente VII. Terminó la capilla mayor de la Catedral de Oviedo que había comenzado su predecesor Gutierre I y fue enterrado en ella.
Durante su obispado, el rey Enrique III de Castilla llegó a Oviedo para someter a don Alfonso ―que ya no era conde de Gijón, sino de la leonesa Valencia de Don Juan―, que en 1394 se había alzado en armas contra él en Gijón.
En 1395, el rey Enrique III tuvo que volver para someter a Juana Manuel de Villena ―esposa de Enrique II (conde de Trastámara) ― que también se había rebelado contra él. El prelado Guillén I fue notable en todos los aspectos, tanto eclesiales como jurídicos y de gobierno de la iglesia de Asturias.
| Predecesor: Gutierre I | Obispo de Oviedo 1388-1412 | Sucesor: Diego II |